# لاري تيرنر (كرة سلة)
لاري تيرنر (بالإنجليزية: Larry Turner)‏ مواليد 29 ديسمبر 1982 في ميلدغفيل، هو لاعب كرة سلة أمريكي. بدأ مسيرته الاحترافية في سنة 2007. يلعب مع فريق نادي أبويل كلاعب وسط. يحمل الرقم 30. يبلغ طوله 6 قدم 11 بوصة (2.1 م).

## المسيرة الاحترافية
لعب مع فورت واين ماد أنتس في موسم 2007–2008، ثم لعب مع هاليفاكس رينمين في سنة 2010، ثم لعب مع نادي أوديسا لكرة السلة في سنة 2010، ثم لعب مع كابيتانس دي أرسيبو في سنة 2011.

## روابط خارجية
- لاري تيرنر على موقع كرة السلة الأوروبية.كوم (الإنجليزية)
- لاري تيرنر على موقع DraftExpress.com (الإنجليزية)
- لاري تيرنر على موقع كلية كرة السلة في سبورتس رفرنس.كوم (الإنجليزية)
- لاري تيرنر على موقع ريلجم (الإنجليزية)
- لاري تيرنر على موقع بروبوليرز (الإنجليزية)
- لاري تيرنر على موقع سبورتس رفرنس (الإنجليزية)
- لاري تيرنر على موقع سبورتس رفرنس (الإنجليزية)